# Oval Lake
Oval Lake är en sjö i Antarktis. Den ligger i Östantarktis. Australien gör anspråk på området. Oval Lake ligger 31 meter över havet.